# José Ramis
José Ramis Ramis (Mahón, 19 de abril de 1766 - 10 de abril de 1821), agrónomo español de la Ilustración, hermano del jurista y traductor Pedro Ramis (1748 - 1816), del abogado, historiador y poeta Juan Ramis (1746- 1819), del médico Bartolomé Ramis (1751-1837) y del abogado e historiador Antonio Ramis (1771-1840).
Era hijo del abogado Bartolomé Ramis y Serra (1730-1788) y de Catalina Ramis y Calafat, ambos parientes consanguíneos en segundo grado y procedentes de una antigua familia de Inca; recibió una educación selecta junto a sus hermanos; se doctoró en Teología en 1790, se ordenó sacerdote y obtuvo un beneficio en una parroquia de Mahón que sirvió hasta el día de su muerte. Escribió un Tratado de agricultura y economía rural de la isla de Menorca, 24 cartas muy extensas (casi quinientas páginas) escritas en dialecto menorquín para que la gente del campo comprendiese mejor sus lecciones que permaneció manuscrito en manos de su hermano Antonio Ramis. La Real Academia de la Historia imprimió su Resumen topográfico e histórico de Menorca (Madrid, 1989), un manuscrito fechado en 1787.
- Datos: Q28503029